# Ferdinando Flora
Ferdinando Flora (Colle Sannita, 19 ottobre 1902 – Milano, 23 gennaio 1968) è stato un astronomo e storico della scienza italiano.

## Biografia
Dopo il diploma presso il R. Istituto Nautico di Napoli, entrò all'Accademia Navale di Livorno e ne uscì guardiamarina nel 1921, prestando servizio nella Regia Marina fino al 1923 quando divenne anche assistente incaricato di Guido Horn D'Arturo presso l'Osservatorio astronomico di Bologna, quale addetto inoltre alle misurazioni meteorologiche.
Fra il 1935 e il 1936, prestò servizio pure nella Regia Aeronautica, quindi partecipò, come tenente di vascello, alla seconda guerra mondiale. Dopo le vicende belliche, si trasferì a Milano, insegnando matematica e fisica al Liceo artistico di Brera, fino al pensionamento, nel 1962. 
In questo secondo periodo della sua vita, Flora maturò passione e impegno per la didattica, rivelando doti non comuni nell'insegnamento delle discipline scientifiche, che lo portarono in breve ad essere noto a livello nazionale con la stesura di fortunati ed apprezzati testi scolastici per le scuole superiori, in matematica, fisica e astronomia, scritti secondo una concreta prospettiva sia tecnico-applicativa che interdisciplinare, tipica della casa editrice che glieli pubblicò per buona parte, la Hoepli di Milano.
Al contempo, non abbandonò la sua iniziale vocazione per gli studi di astronomia, che altresì si concretizzò con la stesura di alcune monografie specialistiche, sempre pubblicate dalla Hoepli, attività svolta parallelamente al suo ulteriore interesse per la storia della scienza, anch'esso testimoniato dalla pubblicazione di importanti lavori, fra cui la cura e il commento delle Opere di Galileo Galilei per la casa editrice Riccardo Ricciardi di Napoli.
Fu il fratello del critico e storico della letteratura italiana, Francesco Flora.

## Opere principali
- Il fulmine e i suoi effetti magnetici, Tip. del Ministero della R. Marina, Roma, 1926.
- Corso di astronomia nautica ad uso degli istituti nautici e dei naviganti, G.B. Paravia, Torino, 1939.
- Astronomia nautica (Navigazione astronomica), Ulrico Hoepli Editore, Milano, 1946 (con successive edizioni e ristampe, l'ultima delle quali è la Va del 1996).
- Trigonometria piana, Ulrico Hoepli Editore, Milano, 1948 (con successive edizioni e ristampe, l'ultima delle quali è la VIIa del 1987).
- Bassa marea, Istituto Editoriale Italiano, Milano, 1950 (romanzo).
- Elementi di algebra, 2 voll., A. Mondadori, Milano, 1950-51.
- Tavole dei logaritmi a cinque decimali e tavole numeriche, A. Mondadori, Milano, 1953.
- Corso di matematica, 2 voll., A. Mondadori, Milano, 1955.
- Opere di Galileo Galilei, curate e commentate da F. Flora, Riccardo Ricciardi Editore, Milano-Napoli, 1954 (poi ristampate nel 2004, ad opera dell'Istituto della Enciclopedia Italiana).